# SK Vacenovice
Sportovní klub Vacenovice je český fotbalový klub z Vacenovic na Hodonínsku, který byl založen roku 1932. Od sezóny 2012/13 hraje I. B třídu Jihomoravského kraje – sk. C (7. nejvyšší soutěž).
Klub své domácí zápasy odehrává na stadionu ve Vacenovicích, rozměry travnaté hrací plochy jsou 105×70 metrů. Stadion pojme 1 200 diváků, z čehož je 300 míst k sezení.

## Historické názvy
Zdroj: 
- 1932 – SK Vacenovice (Sportovní klub Vacenovice)
- 1948 – JTO Sokol Vacenovice (Jednotná tělovýchovná organisace Sokol Vacenovice)
- 1953 – DSO Baník Vacenovice (Dobrovolná sportovní organisace Baník Vacenovice)
- 1957 – TJ Baník Vacenovice (Tělovýchovná jednota Baník Vacenovice)
- 1974 – TJ Družstevník Vacenovice (Tělovýchovná jednota Družstevník Vacenovice)
- 1994 – SK Mogul Vacenovice (Sportovní klub Mogul Vacenovice)
- 2016 – SK Vacenovice, z. s. (Sportovní klub Vacenovice, zapsaný spolek)

## Umístění v jednotlivých sezonách
Legenda: Z – zápasy, V – výhry, R – remízy, P – porážky, VG – vstřelené góly, OG – obdržené góly, +/− – rozdíl skóre, B – body, červené podbarvení – sestup, zelené podbarvení – postup, fialové podbarvení – reorganizace, změna skupiny či soutěže
| Československo (1967 – 1993) |                                              |        |    |     |     |     |     |     |     |    |        |
| Sezóny                       | Liga                                         | Úroveň | Z  | V   | R   | P   | VG  | OG  | +/− | B  | Pozice |
| 1967/68                      | I. B třída Jihomoravské oblasti – sk. B      | 6      | 26 | 13  | 8   | 5   | 60  | 40  | +20 | 34 | 3.     |
| 1968/69                      | I. B třída Jihomoravské oblasti – sk. B      | 6      | 26 | 8   | 4   | 14  | 44  | 53  | −9  | 20 | 9.     |
| 1969/70                      | I. B třída Jihomoravské župy                 | 7      | 26 | 19  | 4   | 3   | 51  | 20  | +31 | 42 | 1.     |
| ...                          |                                              |        |    |     |     |     |     |     |     |    |        |
| 1982/83                      | I. A třída Jihomoravského kraje – sk. B      | 6      | 30 | 9   | 10  | 11  | 31  | 46  | −15 | 28 | 10.    |
| 1983/84                      | Jihomoravská krajská soutěž I. třídy – sk. B | 6      | 26 | …   | …   | …   | …   | …   | …   |    |        |
| 1984/85                      | Jihomoravská krajská soutěž I. třídy – sk. B | 6      | 26 | 12  | 2   | 12  | 47  | 42  | +5  | 26 | 6.     |
| 1985/86                      | Jihomoravská krajská soutěž I. třídy – sk. B | 6      | 26 | 10  | 8   | 8   | 43  | 33  | +10 | 28 | 6.     |
| ...                          |                                              |        |    |     |     |     |     |     |     |    |        |
| 1989/90                      | Okresní přebor Hodonínska                    | 8      | 26 | 11  | 4   | 11  | 46  | 41  | +5  | 26 | 7.     |
| 1990/91                      | Okresní přebor Hodonínska                    | 8      | 30 | 15  | 8   | 7   | 45  | 41  | +4  | 38 | 4.     |
| 1991/92                      | I. B třída Středomoravské župy – sk. C       | 7      | 26 | 10  | 3   | 13  | 30  | 45  | −15 | 23 | 11.    |
| 1992/93                      | I. B třída Středomoravské župy – sk. C       | 7      | 26 | 13  | 5   | 8   | 57  | 40  | +17 | 31 | 6.     |
| Česko (1993 – )              |                                              |        |    |     |     |     |     |     |     |    |        |
| Sezóny                       | Liga                                         | Úroveň | Z  | V   | R   | P   | VG  | OG  | +/− | B  | Pozice |
| 1993/94                      | I. B třída Středomoravské župy – sk. C       | 7      | 26 | 6   | 9   | 11  | 35  | 46  | −11 | 21 | 11.    |
| 1994/95                      | I. B třída Středomoravské župy – sk. C       | 7      | 26 | 10  | 5   | 11  | 43  | 49  | −6  | 35 | 7.     |
| 1995/96                      | I. B třída Středomoravské župy – sk. C       | 7      | 26 | 12  | 9   | 5   | 53  | 38  | +15 | 45 | 2.     |
| 1996/97                      | I. B třída Středomoravské župy – sk. C       | 7      | 26 | 17  | 4   | 5   | 61  | 15  | +46 | 55 | 1.     |
| 1997/98                      | I. A třída Středomoravské župy – sk. B       | 6      | 26 | 11  | 9   | 6   | 42  | 27  | +15 | 42 | 5.     |
| 1998/99                      | I. A třída Středomoravské župy – sk. B       | 6      | 26 | 7   | 10  | 9   | 38  | 40  | −2  | 31 | 10.    |
| 1999/00                      | I. A třída Středomoravské župy – sk. B       | 6      | 26 | ... | ... | ... | ... | ... | ... |    |        |
| 2000/01                      | Středomoravský župní přebor                  | 5      | 30 | 11  | 11  | 8   | 54  | 47  | +7  | 44 | 6.     |
| 2001/02                      | Středomoravský župní přebor                  | 5      | 30 | 13  | 7   | 10  | 43  | 44  | −1  | 46 | 6.     |
| 2002/03                      | Přebor Jihomoravského kraje                  | 5      | 30 | 12  | 9   | 9   | 56  | 44  | +12 | 45 | 7.     |
| 2003/04                      | Přebor Jihomoravského kraje                  | 5      | 30 | 8   | 8   | 14  | 38  | 54  | −16 | 32 | 15.    |
| 2004/05                      | Přebor Jihomoravského kraje                  | 5      | 30 | 11  | 5   | 14  | 35  | 41  | −6  | 38 | 11.    |
| 2005/06                      | Přebor Jihomoravského kraje                  | 5      | 30 | 5   | 8   | 17  | 31  | 63  | −32 | 23 | 15.    |
| 2006/07                      | I. A třída Jihomoravského kraje – sk. B      | 6      | 26 | 12  | 6   | 8   | 41  | 28  | +13 | 42 | 5.     |
| 2007/08                      | I. A třída Jihomoravského kraje – sk. B      | 6      | 26 | 11  | 8   | 7   | 40  | 37  | +3  | 41 | 3.     |
| 2008/09                      | I. A třída Jihomoravského kraje – sk. B      | 6      | 26 | 10  | 7   | 9   | 34  | 28  | +6  | 37 | 7.     |
| 2009/10                      | I. A třída Jihomoravského kraje – sk. B      | 6      | 26 | 9   | 7   | 10  | 31  | 35  | −4  | 34 | 7.     |
| 2010/11                      | I. A třída Jihomoravského kraje – sk. B      | 6      | 26 | 8   | 6   | 12  | 38  | 41  | −3  | 30 | 11.    |
| 2011/12                      | I. A třída Jihomoravského kraje – sk. B      | 6      | 26 | 6   | 4   | 16  | 16  | 58  | −42 | 22 | 14.    |
| 2012/13                      | I. B třída Jihomoravského kraje – sk. C      | 7      | 26 | 9   | 5   | 12  | 52  | 50  | +2  | 32 | 8.     |
| 2013/14                      | I. B třída Jihomoravského kraje – sk. C      | 7      | 26 | 8   | 7   | 11  | 34  | 52  | −18 | 31 | 10.    |
| 2014/15                      | I. B třída Jihomoravského kraje – sk. C      | 7      | 26 | 11  | 5   | 10  | 34  | 37  | −3  | 38 | 7.     |
| 2015/16                      | I. B třída Jihomoravského kraje – sk. C      | 7      | 26 | 8   | 9   | 9   | 42  | 47  | −5  | 32 | 9.     |
| 2016/17                      | I. B třída Jihomoravského kraje – sk. C      | 7      | 26 | 16  | 6   | 4   | 57  | 32  | +25 | 54 | 3.     |
| 2017/18                      | I. B třída Jihomoravského kraje – sk. C      | 7      | 26 | 15  | 5   | 6   | 49  | 29  | +20 | 50 | 3.     |
| 2018/19                      | I. B třída Jihomoravského kraje – sk. C      | 7      | 24 | 12  | 1   | 11  | 50  | 45  | +5  | 37 | 5.     |
| 2019/20                      | I. B třída Jihomoravského kraje – sk. C      | 7      | 13 | 6   | 4   | 3   | 28  | 19  | +9  | 22 | 5.     |
| 2020/21                      | I. B třída Jihomoravského kraje – sk. C      | 7      | 10 | 7   | 0   | 3   | 18  | 12  | +6  | 21 | 2.     |
| 2021/22                      | I. A třída Jihomoravského kraje – sk. B      | 6      | 26 | 5   | 3   | 18  | 37  | 86  | −49 | 18 | 13.    |

Poznámka:
- 1990/91: Po sezoně proběhla reorganizace nižších soutěží.[8][9]
- 2001/02: Po sezoně proběhla reorganizace krajských soutěží.[13]
- 2019/20: Sezona nedohrána kvůli pandemii covidu-19.

## SK Vacenovice „B“
SK Vacenovice „B“ je rezervním týmem Vacenovic, který se pohybuje v okresních soutěžích.

### Umístění v jednotlivých sezonách
Legenda: Z – zápasy, V – výhry, R – remízy, P – porážky, VG – vstřelené góly, OG – obdržené góly, +/− – rozdíl skóre, B – body, červené podbarvení – sestup, zelené podbarvení – postup, fialové podbarvení – reorganizace, změna skupiny či soutěže
| Česko (2011 – ) |                                   |        |    |    |   |    |    |    |     |    |        |
| Sezóny          | Liga                              | Úroveň | Z  | V  | R | P  | VG | OG | +/− | B  | Pozice |
| 2011/12         | Základní třída Hodonínska         | 10     | 28 | 11 | 5 | 12 | 43 | 51 | −8  | 38 | 10.    |
| 2012/13         | Základní třída Hodonínska         | 10     | 28 | 19 | 4 | 5  | 82 | 35 | +47 | 61 | 2.     |
| 2013/14         | Okresní soutěž Hodonínska – sk. B | 9      | 26 | 5  | 3 | 18 | 27 | 74 | −47 | 18 | 13.    |
| 2014/15         | Okresní soutěž Hodonínska – sk. A | 9      | 24 | 2  | 2 | 20 | 17 | 72 | −55 | 8  | 13.    |
| 2015/16         | Základní třída Hodonínska – sk. A | 9      | 20 | 8  | 5 | 7  | 36 | 33 | +3  | 29 | 3.     |
| 2016/17         | Okresní soutěž Hodonínska – sk. A | 9      | 22 | 4  | 5 | 13 | 24 | 60 | −36 | 17 | 10.    |
| 2017/18         | Okresní soutěž Hodonínska – sk. A | 9      | 22 | 9  | 1 | 12 | 30 | 38 | −8  | 28 | 8.     |
| 2018/19         | Okresní soutěž Hodonínska – sk. C | 9      | 22 | 12 | 4 | 6  | 60 | 39 | +21 | 40 | 4.     |
| 2019/20         | Okresní soutěž Hodonínska – sk. A | 9      | 10 | 1  | 0 | 9  | 7  | 49 | −42 | 3  | 11.    |